# سوسمار انگشت‌شانه‌ای غول‌پیکر
سوسمار انگشت‌شانه‌ای غول‌پیکر، سوسمار انگشت‌شانه‌ای غول‌آسا یا سوسمار انگشت‌شانه‌ای بزرگ (نام علمی: Acanthodactylus grandis)، گونه‌ای از سوسمارهای خانواده سوسماران راستین است. این گونه بومی غرب آسیا است.
سوسمار انگشت‌شانه‌ای غول‌آسا در ایران، عراق، اردن، لبنان، عربستان سعودی و سوریه یافت می‌شود.
سوسمار انگشت‌شانه‌ای غول‌آسا تخم‌زا است.